# Potarzyca (Jarocin)
Pour les articles homonymes, voir Potarzyca.
Potarzyca (prononciation : [pɔtaˈʐɨt͡sa]) est un village polonais de la gmina de Jarocin dans le powiat de Jarocin de la voïvodie de Grande-Pologne dans le centre-ouest de la Pologne.
Il se situe à environ 8 kilomètres au sud-ouest de Jarocin (siège de la gmina et du powiat) et à 64 kilomètres au sud-est de Poznań (capitale régionale).
Le village possédait une population de 693 habitants en 2007.

## Histoire
De 1975 à 1998, le village faisait partie du territoire de la voïvodie de Kalisz.

Depuis 1999, Potarzyca est situé dans la voïvodie de Grande-Pologne.